# ماولتي
ماولتي هي بلدة تقع أبرشية سانت ديفيد في غرينادا، وترتفع 8 أمتار عن سطح البحر، وهي على الساحل الجنوبي من غرينادا.